# Surat-Kegelschnecke
Die Surat-Kegelschnecke oder der Surat-Kegel (Conus suratensis) ist eine Schnecke aus der Familie der Kegelschnecken (Gattung Conus), die im Indopazifik von Indien bis Australien verbreitet ist.

## Merkmale
Conus suratensis trägt ein großes und schweres Schneckenhaus, das bei ausgewachsenen Schnecken 8 bis 16 cm Länge erreicht. Der Körperumgang ist meist bauchig kegelförmig, der Umriss im Drittel zum Apex hin konvex und mehr zur Basis hin gerade. Die Schulter ist fast gewinkelt oder gerundet. Das Gewinde ist niedrig, sein Umriss wechselnd konkav. Der Protoconch ist vielgewindig und misst maximal 0,8 bis 0,9 mm. Die Nahtrampen des Teleoconchs sind flach bis leicht konkav mit wenigen spiraligen Rillen, die an den späteren Umgängen in spiralige Streifen übergehen. Der Körperumgang ist im Drittel an der Basis mit deutlichen oder schwachen spiralig verlaufenden Rillen überzogen, um die herum Bänder wechselnder Breite verlaufen.
Die Grundfarbe des Gehäuses ist kremfarben bis dunkelgelb und wechselnd orangebraun eingefärbt. Der Körperumgang hat spiralige Reihen brauner Punkte, Flecken, Striche oder schmaler Balken, meist auch in axialen Reihen angeordnet. Manchmal wechseln dunkle Markierungen mit weißen Strichen ab. Gelegentlich umkreisen schmale orangebraune Banden den Körperumgang an verschiedenen Stellen. Die Basis, die siphonale Fasciole und der basale Abschnitt der Spindel sind blassorange und oft ohne Flecken. Die späten Nahtrampen sind radial oder unregelmäßig mit braunen Streifen und wenigen Flecken gezeichnet. Das Innere der Gehäusemündung ist bei fast Adulten orange oder blassbraun und bei Adulten weiß.

## Verbreitung und Lebensraum
Conus suratensis ist im Indopazifik von Indien und Sri Lanka bis nach Queensland (Australien) und Papua-Neuguinea, zu den Salomonen und Philippinen, vermutlich aber auch um Madagaskar verbreitet. Er lebt in Wassertiefen knapp unter der Gezeitenzone. Der Name dieser Kegelschnecke leitet sich von der indischen Stadt Surat ab, an deren Küste die Schnecke vorkommt.

## Entwicklungszyklus
Wie alle Kegelschnecken ist Conus suratensis getrenntgeschlechtlich, und das Männchen begattet das Weibchen mit seinem Penis. Das Weibchen legt Eikapseln ab, in denen sich zahlreiche Eier befinden. In philippinischen Gewässern haben diese Eier einen Durchmesser von etwa 207 µm, woraus geschlossen wird, dass die Veliger-Larven mindestens 23 Tage lang frei schwimmen, bevor sie niedersinken und zu kriechenden Schnecken metamorphosieren.

## Ernährung
Fressverhalten und Beutespektrum von Conus suratensis sind nicht untersucht. Andere Kegelschnecken der Untergattung Dendroconus mit ähnlich geformten Giftzähnen wie beispielsweise der Birkenkegel fressen Vielborster.